# 1961-es Formula–1 monacói nagydíj
Az 1961-es Formula–1-es világbajnokság szezonnyitó futama a monacói nagydíj volt.

## Futam
A monacói edzésen Jim Clark összetörte Lotusát, majd  Innes Ireland is balesetet szenvedett az Alagútban és eltört a lába, így nem vehetett részt a következő két versenyen. Moss szerezte meg a pole-t a Rob Walker Racing Lotus 18-asával Ginther Ferrarija és Clark Lotusa előtt.
A rajtnál Ginther állt az élre Clark és Moss előtt, de Clarknak hamar ki kellett állnia a boxba üzemanyagpumpájának elromlása miatt, így Bonnier vette át a harmadik helyet. A 14. körben Moss és Bonnier megelőzte Ginthert, 10 körrel később pedig Phil Hill is megelőzte csapattársát, majd Bonniert. A táv közepén Ginther visszaküzdötte magát Hill elé a második helyre, majd 3 másodpercre csökkentette hátrányát Mosszal szemben.  Ginther és Moss azonos idejű leggyorsabb kört futott a 84. és a 85. körben.
Moss megtartotta a vezetést és nagyszerű győzelmet aratott a Ferrari hatalmas erőfölényének ellenére. Hill harmadik lett Von Trips előtt.
|      | Rsz. | Versenyző           | Csapat            | Körök | Idő/Kiesések         | Rajthely | Pontok |
| ---- | ---- | ------------------- | ----------------- | ----- | -------------------- | -------- | ------ |
| 1    | 20   | Stirling Moss       | Lotus-Climax      | 100   | 2:45'50,1            | 1        | 9      |
| 2    | 36   | Richie Ginther      | Ferrari           | 100   | +3,6                 | 2        | 6      |
| 3    | 38   | Phil Hill           | Ferrari           | 100   | +41,3                | 5        | 4      |
| 4    | 40   | Wolfgang von Trips  | Ferrari           | 98    | Baleset              | 6        | 3      |
| 5    | 4    | Dan Gurney          | Porsche           | 98    | +2 kör               | 11       | 2      |
| 6    | 26   | Bruce McLaren       | Cooper-Climax     | 95    | +5 kör               | 7        | 1      |
| 7    | 42   | Maurice Trintignant | Cooper-Maserati   | 95    | +5 kör               | 16       |        |
| 8    | 32   | Cliff Allison       | Lotus-Climax      | 93    | +7 kör               | 15       |        |
| 9    | 6    | Hans Herrmann       | Porsche           | 91    | +9 kör               | 13       |        |
| 10   | 28   | Jim Clark           | Lotus-Climax      | 89    | +11 kör              | 3        |        |
| 11   | 22   | John Surtees        | Cooper-Climax     | 68    | Motorhiba            | 12       |        |
| 12   | 2    | Jo Bonnier          | Porsche           | 59    | Befecskendezés       | 9        |        |
| 13   | 16   | Tony Brooks         | BRM-Climax        | 54    | Motorhiba            | 8        |        |
| Kie. | 8    | Michael May         | Lotus-Climax      | 42    | Olajvezeték          | 14       |        |
| Kie. | 24   | Jack Brabham        | Cooper-Climax     | 38    | Gyújtás              | 21       |        |
| Kie. | 18   | Graham Hill         | BRM-Climax        | 11    | Üzemanyagumpa        | 4        |        |
| NI   | 30   | Innes Ireland       | Lotus-Climax      |       | Sérülés edzés közben |          |        |
| NK   | 34   | Henry Taylor        | Lotus-Climax      |       | Nem kvalifikált      |          |        |
| NK   | 14   | Masten Gregory      | Cooper-Climax     |       | Nem kvalifikált      |          |        |
| NK   | 10   | Lucien Bianchi      | Emeryson-Maserati |       | Nem kvalifikált      |          |        |
| NK   | 12   | Olivier Gendebien   | Emeryson-Maserati |       | Nem kvalifikált      |          |        |

### Statisztikák
Vezető helyen:
- Richie Ginther: 13 kör (1-13)
- Stirling Moss: 87 kör (14-100)
- Stirling Moss 15. győzelme, 16. pole-pozíciója, Richie Ginther 1. leggyorsabb köre.
- Lotus 3. győzelme.